# Idiocera (Euptilostena) paulsi
Idiocera (Euptilostena) paulsi is een tweevleugelige uit de familie steltmuggen (Limoniidae). De soort komt voor in het Palearctisch gebied.